# SGML
Станда́ртна узага́льнена мо́ва розмі́тки (англ. Standard Generalized Markup Language, SGML) — метамова, за допомогою якої можна визначати мову розмітки для документів. SGML — нащадок розробленої 1960 року в IBM мови GML (англ. Generalized Markup Language), яку не варто плутати з Geography Markup Language, яку розробляв Open GIS Consortium.
Спочатку SGML була розроблена для можливості спільного використання документів, що мають читатися машинами, у великих урядових та аерокосмічних проектах. Також вона широко використовується в друкувальній та видавничій сфері, але складність документа ускладнила його широке розповсюдження для повсякденного використання.

## Структура
Три основні частини SGML документа, це
1. SGML декларація;
2. Document Type Definition;
3. Зміст SGML-документа, принаймні, повинен бути кореневий елемент.

SGML надає множину варіантів синтаксичної розмітки для використання різними прикладними програмами. Змінюючи SGML Declaration можна навіть відмовитись від використання кутових дужок, хоча, цей синтаксис вважається стандартним, так званим concrete reference syntax.

## Синтаксис
Приклад SGML синтаксису:
```
 
<QUOTE
 
TYPE=
"example"
>
 

 
typically
 
something
 
like
 
<ITALICS>
this
</ITALICS>
 

 
</QUOTE>

```

SGML це стандарт ISO «ISO 8879:1986 Information processing—Text and office systems—Standard Generalized Markup Language (SGML)»
Як HTML, так і XML похідні від SGML. HTML це деяка прикладна програма (застосування) на SGML, а XML це підмножина SGML, розроблена для спрощення процесу машинного розбору документа. Іншими прикладними програмами на SGML є SGML Docbook (документування), і «Z Format» (типографія та документування).